# Girl Gone Wild
Girl Gone Wild – utwór muzyczny z repertuaru amerykańskiej piosenkarki Madonny. Pochodzi on z jej dwunastego albumu studyjnego, MDNA, wydanego w marcu 2012. Premiera piosenki odbyła się 27 lutego tego samego roku na YouTube i VEVO, a 2 marca została wydana na drugim singlu promującym album w Stanach Zjednoczonych, Kanadzie i Meksyku. 19 marca trafił do sprzedaży w pozostałych państwach, poza Wielka Brytanią i Irlandią. Utwór został wyprodukowany przez Madonnę, Benny’ego i Alessandro Benassich, a także napisany we współpracy z Jensonem Vaughanem. Jest taneczną piosenką, w której Madonna wyraża swoje emocje związane z zabawą i tańcem. „Girl Gone Wild” spotkał się z mieszanymi recenzjami. Choć krytycy chwalili jego melodię, to jednak negatywnie wypowiadali się o konwencjonalności utworu.
Joe Francis, założyciel firmy Girls Gone Wild zajmującej się dystrybucją produktów seksualnych, zagroził Madonnie pozwem za plagiat tytułu. Management artystki skomentował zarzuty, tłumacząc, że istnieje wiele innych piosenek tak właśnie nazwanych. Po wydaniu na singlu w Ameryce Północnej, „Girl Gone Wild” zadebiutował na 83. pozycji notowania kanadyjskiego i 6. w poczekalni amerykańskiego Hot 100. Teledysk do piosenki, opublikowany 20 marca, wyreżyserował przez duet Mert and Marcus. Wideoklip spotkał się z pozytywnym przyjęciem i przez wielu krytyków został skojarzony ze starszymi teledyskami Madonny z końca lat 80. i pierwszej połowy 90.

## Geneza i wydanie
„Girl Gone Wild” jest jednym z trzech utworów z dwunastego albumu studyjnego Madonny, MDNA, nad którym pracowała ona z włoskim DJ-em Benny Benassim i jego kuzynem, Alessandro (pozostałymi są „I’m Addicted” i pochodzący z edycji specjalnej albumu „Best Friend”). Po raz pierwszy Madonna współpracowała z Bennym w 2009, gdy jego remiks do singla „Celebration” został wykorzystany w teledysku. W 2011 Benassi pracował nad swoim albumem Electroman. Patrick Moxey z wytwórni Ultra Records, dla której ten nagrywa, uznał, że styl DJ-a „brzmiałby dobrze w repertuarze niektórych najważniejszych amerykańskich supergwiazd”. Moxey zaprezentował kilka piosenek Benassiego autorowi muzycznemu z Vancouver, Jensonowi Vaughanowi. Następnie europejski menedżer DJ-a wysłał je menedżerowi Madonny, Guyowi Oseary’emu. Niedługo później utwory zostały przez nią nagrane. „Girl Gone Wild” został wyprodukowany i napisany przez Benassich i Madonnę, a jego współautorem jest Vaughan.
6 lutego 2012, dzień po swoim występie podczas half-time show w trakcie 46. meczu Super Bowl, Madonna udzieliła wywiadu w programie radiowym Ryana Seacresta, w którym potwierdziła, że utwór zatytułowany wówczas „Girls Gone Wild” zostanie wydany na drugim singlu promującym album MDNA. Ponadto, zaprzeczyła plotkom, które pojawiły się wcześniej w internecie, jakoby w piosence miała gościnnie zaśpiewać Britney Spears. W poniedziałek, 27 lutego, na oficjalnym profilu Madonny w serwisie VEVO i odpowiednim kanale na YouTube pojawił się tzw. lyric video towarzyszący utworowi zatytułowanemu już „Girl Gone Wild”. Kilka dni później, 2 lutego, singel wydano cyfrowo w samych Stanach Zjednoczonych, Kanadzie i Meksyku. W pozostałych państwach, z wyjątkiem Wielkiej Brytanii i Irlandii, sprzedaż cyfrowa rozpoczęła się 19 marca. 27 marca, dzień po wydaniu MDNA, piosenka trafi do amerykańskich rozgłośni radiowych. Okładka „Girl Gone Wild”, pozytywnie odebrana przez krytyków, przedstawia Madonnę w czarnej bieliźnie i z sugestywnym wzrokiem. Kyle Anderson z „Entertainment Weekly” napisał w swojej recenzji: „Madonna nadal nosi bieliznę lepiej niż większość kobiet o połowę od niej młodszych”.

## Kompozycja i tekst
„Girl Gone Wild” trwa 3 minuty i 48 sekund. Jest utworem tanecznym, który według Kerri Mason z magazynu „Billboard” „zmierza bardziej w kierunku electro niż house”. Jest utrzymany w tempie four-on-the-floor i przypomina stylistycznie album Madonny Confessions on a Dance Floor (2005). Pojawiają się w nim elementy gatunku electropop, a cała piosenka opiera się na „głośnym” bicie. Krytycy porównywali go do utworów Madonny, takich jak „Music” (2000), „Hung Up” czy „Sorry” (2005), a także remiksu Benny’ego Benassiego do „Celebration” (2009). Robert Leedham z „Drowned in Sound” nazwał piosenkę „współczesnym połączeniem oldschoolowego «Holiday» [1983] i «Open Your Heart» [1986]”.
„Girl Gone Wild” rozpoczyna się wymówionym przez Madonnę aktem skruchy. Stanowi to nawiązanie do utworu „Act of Contrition” z albumu Like a Prayer (1989). W tekście piosenki artystka wyraża swoje uczucia związane z zabawą. W refrenie pojawia się wykrzyknienie „hey-ey-ey-ey-ey-ey”, poprzedzające słowa: „a good girl gone wild” („dobra dziewczyna zaszalała”). Późniejszy tekst „girls they just wanna have some fun” („dziewczyny chcą się po prostu zabawić”) nawiązuje do przeboju Cyndi Lauper „Girls Just Want to Have Fun” (1983). W pierwszej zwrotce pojawiają się słowa: „it’s so erotic” („to takie erotyczne”), co stanowi nawiązanie do singla Madonny „Erotica”, a w trakcie mostka – „I’m a bad girl anyway” („i tak jestem niegrzeczną dziewczyną”) – do „Bad Girl” (oba 1992).

## Odbiór krytyków

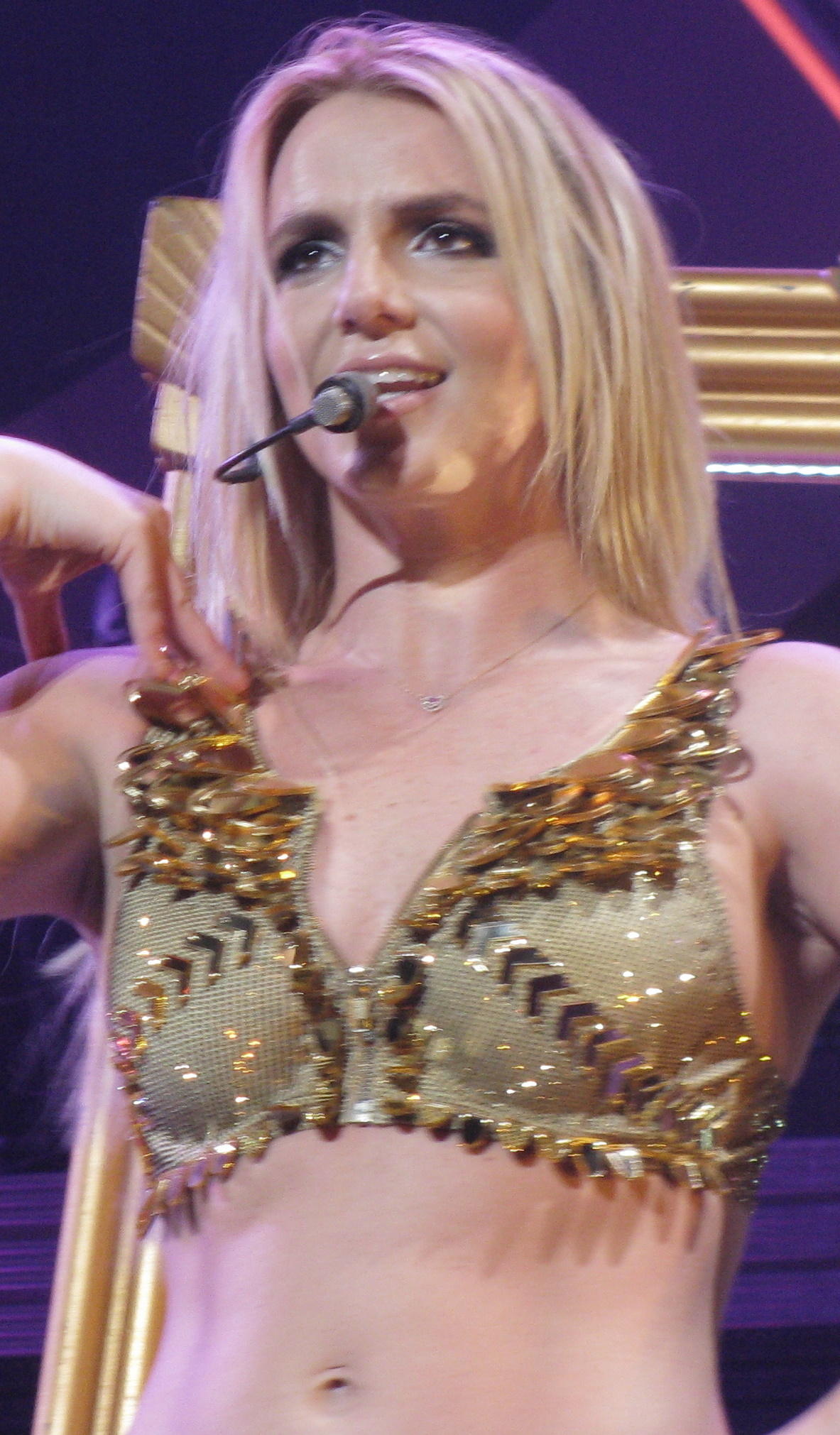
„Girl Gone Wild” był porównywany przez krytyków do piosenek Britney Spears, która, według plotek, miała się pojawić gościnnie w singlu.

„Girl Gone Wild” spotkał się z mieszanymi recenzjami krytyków. Keith Caulfield z magazynu „Billboard” pochwalił taneczne brzmienie singla, a Robbie Daw ze strony Idolator napisał, że Madonna „robi [tu] to, co potrafi najlepiej, czyli zwiększa temperaturę na parkiecie”. Jon Dolan z „Rolling Stone’a” skomentował, że artystka „uderza na parkiety bardziej w celu jakiejś odbudowy, niż zwyczajnego zabawienia się (...). Miło, że po «Give Me All Your Luvin’» w końcu wróciła w rytm”. Kathy McCabe z „The Daily Telegraph” stwierdziła, że „Girl Gone Wild” „potwierdza misję [Madonny] bycia diwą parkietu, która zawsze jest o jeden krok przed konkurentkami”. Michael Hubbard z musicOMH skrytykował jej wokal, jednak uznał, że pod wpływem głośnego beatu wrażenie o jego złym brzmieniu zanika, ponadto napisał: „piosenka wzbudza w sercu prawdziwy sentyment do lat 80.”. Michael Cragg z „The Guardian” nazwał „Girl Gone Wild” „ekscytującym muzycznie”, natomiast tekst piosenki – żenującym.
Robert Copsey z „Digital Spy” uznał, że singel nie spełnia oczekiwań, choć świetnie otwiera album MDNA, a Ailbhe Malone z „NME”, że brak mu innowacji. Bill Lamb z About.com pochwalił „mocny beat”, jednak nazwał piosenkę łatwą do zapomnienia, a nawiązania do wcześniejszych osiągnięć Madonny w tekście – niedołężnymi. Nick Bond z australijskiej gazety „Star Observer” ocenił, że piosenkarka brzmi w nagraniu niczym znudzona i drętwa, a produkcja Benassich wysysa z niego dramatyzm obecny w otwierającym utwór akcie skruchy. Recenzent z „The Times” napisał, że piosenka jest „tak słaba, że mogłaby być odrzutem z ostatniego albumu Britney Spears”. Peter Robinson z Popjustice nazwał go z kolei najgorszym w karierze Madonny singlem zwiastującym jej album. Scott Shetler z Pop Crush, choć przyznał, że piosenka nadaje się do zabawy w klubie, skrytykował wtórność melodii i tekstu oraz podobieństwa do utworów Ushera, Rihanny, Snoop Dogga, Britney Spears i Kanyego Westa. Recenzent napisał: „«Girl Gone Wild» to bezpieczny wybór na singla (...). Nie jest to jednak przekraczająca wszelkie granice Madonna z lat 80. i 90., w której się zakochaliśmy”.

## Odbiór komercyjny
„Girl Gone Wild” zadebiutował na szóstym miejscu listy „Billboardu” Bubbling Under Hot 100 Singles, będącej poczekalnią właściwej Hot 100. W pierwszym tygodniu singel sprzedano w Stanach w 22 tysiącach egzemplarzy. Na liście Pop Digital Songs zadebiutował na pozycji 33., a Hot Dance Club Play (zbierającej informacje o częstotliwości emitowania piosenek w klubach) – na 46. W kolejnym tygodniu na drugiej z nich awansował na miejsce 20. W Kanadzie „Girl Gone Wild” wszedł na listę Canadian Hot 100 na pozycji 86., by następnie uplasować się na 47.

## Kontrowersje
Dwa dni przed występem Madonny w trakcie przerwy meczu Super Bowl opublikowano listę utworów albumu MDNA, na której znalazła się piosenka „Girls Gone Wild”. Joe Francis, założyciel firmy zajmującej się dystrybucją produktów seksualnych zatytułowanej tak samo, zagroził Madonnie pozwem sądowym w wypadku, jeśli utwór zostanie wykonany podczas Super Bowl. Zarzucił artystce bezprawne użycie tytułu marki, do której prawa ma on. Patrick Moxey, właściciel wytwórni Ultra Records, dla której nagrywa Benny Benassi, nazwał zarzuty absurdalnymi, tłumacząc, że w bazie ASCAP znajduje się około pięćdziesięciu nagrań pod tym samym tytułem. Guy Oseary, menedżer Madonny, wypowiedział się o kilku piosenkach zatytułowanych „Girls Gone Wild”, które można kupić w iTunes. NFL potwierdziło, że Madonna nie planuje wykonania „Girls Gone Wild” podczas Super Bowl, choć Oseary stwierdził, iż zarzuty Francisa i tak by jej nie powstrzymały, o ile miałaby takie plany.

## Teledysk

### Geneza i wydanie
Zdjęcia do teledysku „Girl Gone Wild” rozpoczęły się 20 lutego 2012. Jego reżyserią zajął się duet Mart and Marcus, z którym Madonna pracowała wcześniej nad dwoma sesjami zdjęciowymi: do magazynu „Interview” w 2010 oraz książeczki i okładki albumu MDNA. W wideoklipie wystąpiła ukraińska grupa Kazaky, złożona z samych mężczyzn. 9 marca VEVO opublikowało 30-sekundowy zwiastun teledysku, który krytycy porównywali do wideoklipu „Erotica” (1992). Premiera całości w wersji ocenzurowanej miała miejsce 20 marca podczas programu E! News emitowanego na antenie stacji telewizyjnej E! Entertainment. Niedługo potem teledysk opublikowano na stronie internetowej E!. Następnie pojawił się on w wersji niecenzuralnej na kanale Madonny w serwisie YouTube, a po kilku dniach władze strony uniemożliwiły oglądanie go widzom poniżej 18. roku życia. Lis Rosenberg, rzeczniczka prasowa Madonny, wypowiedziała się: „Niektóre rzeczy nie zmieniają się nigdy. Cofnęliśmy się do roku 1990, kiedy to MTV nie zgodziło się emitować «Justify My Love»”. 26 marca ocenzurowana wersja ukazała się na VEVO i odpowiednim kanale na YouTube.

### Opis i nawiązania
Na początku teledysku pojawia się Madonna w wizerunku opisanym przez Jocelyn Venę z MTV jako „glamour (olbrzymia fryzura i makijaż godny divy)”. W późniejszej scenie artystka porusza się w pustym pomieszczeniu z białymi ścianami. W wideoklipie pojawia się grupa mężczyzn w rajstopach i butach na szpilkach. Dwójka z nich gryzie wspólnie jabłko, a wszyscy wykonują dwie choreografie – pierwszą sami, a drugą w towarzystwie Madonny. Podczas drugiej w ich tańcu pojawiają się elementy popularnego na początku lat 90. za sprawą artystki tańca vogue. Następnie Madonna śpiewa w otoczeniu mężczyzn ubranych w samą bieliznę. Ponadto pojawia się, przykuta łańcuchami do ścian, w scenach samotnego tańca nawiązującego do sadomasochizmu. Jeden z mężczyzn z koroną cierniową na głowie ukazany jest w wersji niecenzuralnej teledysku nago, poza tym pojawia się scena jego masturbacji. W finalnej scenie Madonna bawi się rurą wydechową, po czym pokazana jest, płacząc czarnymi łzami. Według Veny, symbolizuje to odczucia „dzikich dziewczyn”, które są smutne po zakończeniu imprezy.
Liczni krytycy wskazali w teledysku do „Girl Gone Wild” nawiązania do ery w karierze Madonny, w której opublikowała ona album Erotica i książkę Sex (oba z roku 1992). John Mitchell z MTV znalazł w wideoklipie elementy przypominające o pięciu wideoklipach artystki z końca lat 80. i pierwszej połowy 90. Motywy seksu w wideoklipie zostały przez niego porównane z teledyskami „Erotica” (1992) i „Justify My Love” (1990), natomiast sceny S&M przywiodły mu na myśl „Erotikę” i „Human Nature” (1994). Obecność gejów, jak również czarno-biała estetyka i taniec vogue nawiązują, jego zdaniem, do „Vogue” (1990), zaś ikonografia chrześcijańska do „Like a Prayer” (1989). Elementy religijne porównał także ze sławnymi występami Madonny na krzyżu podczas wykonań „Live to Tell” na koncertach z trasy Confessions Tour (2006). Amy Sciarretto z Pop Crush porównał wizerunek Madonny w „Girl Gone Wild” do Marilyn Monroe, często inspirującej wizualnie Madonnę przez całą jej karierę.

### Odbiór krytyków
Teledysk został pozytywnie odebrany przez krytyków. Jocelyn Vena z MTV nazwała go „chrupkim, seksownym i ostrym. Klip jest odpowiedzią dla wszystkich tych, którzy chcieli powrotu tej Madge sprzed lat (...). Mijają dwie dekady, od kiedy Madonna wprowadzała w popkulturę elementy seksu, a ta dalej potrafi sprawić, że pożądamy jej i wszystkiego, co wychodzi od niej i jest przy tym związane z seksem (...). Co więcej, Madge udowadnia nam w sekwencjach tanecznych, że nadal ma niezłe ruchy”. Sarah Dean z „The Huffington Post” nazwała wideoklip najseksowniejszym w wideografii Madonny. Amy Sciarretto, dziennikarka strony Pop Crush, napisała w swojej recenzji: „Madge jest w teledysku niegrzeczną, bardzo niegrzeczną dziewczynką. Cholernie gorącą”. Lanford Beard z „Entertainment Weekly” wypowiedział się: „Tak dobrze Madonna nie wyglądała od czasu «Hung Up» (2005) (...). Mówiąc jednym słowem, [teledysk] jest niesamowity”. X. Alexander ze strony Idolator napisał: „Oczywiście, można nazwać «Girl Gone Wild» wtórnym (...), jednak jest w nim świeżość i mieszanka tego, co u Material Girl zawsze wypada znakomicie: seksu, stylu i wyrafinowania”. Dziennikarz z „Rolling Stone’a” napisał: „wideoklip może nie otworzy nowych perspektyw gwiazdom popu, jednak nie ma się do czego przyczepić, jest to mniej więcej dokładnie to, czego oczekuje się od teledysku Madonny”.

## Lista utworów
- ; CD Single / 12" Picture Disc[1]

1. „Girl Gone Wild” – 3:43
2. „Girl Gone Wild” (Justin Cognito Extended Remix) – 4:48

- ; CD Maxi-Single / iTunes Digital Remixes[2]

1. „Girl Gone Wild” (Madonna vs Avicii – Avicii’s UMF Mix) – 5:16
2. „Girl Gone Wild” (Dave Audé Remix) – 8:05
3. „Girl Gone Wild” (Justin Cognito Remix) – 4:48
4. „Girl Gone Wild” (Kim Fai Remix) – 6:33
5. „Girl Gone Wild” (Lucky Date Remix) – 5:06
6. „Girl Gone Wild” (Offer Nissim Remix) – 6:49
7. „Girl Gone Wild” (Dada Life Remix) – 5:15
8. „Girl Gone Wild” (Rebirth Remix) – 6:49

- Promo CD Single

1. „Girl Gone Wild” – 3:43
2. „Girl Gone Wild” (Dave Audé Remix) – 8:05
3. „Girl Gone Wild” (Justin Cognito Remix) – 4:48

## Notowania
| Terytorium                 | Notowanie                      | Pozycja |
| -------------------------- | ------------------------------ | ------- |
| Belgia (Region Flamandzki) | Belgian Flanders Singles Chart | 11      |
| Belgia (Region Waloński)   | Belgian Wallonia Singles Chart | 28      |
| Chorwacja                  | Croatian Singles Chart         | 73      |
| Finlandia                  | Finnish Singles Chart          | 5       |
| Francja                    | French Singles Chart           | 23      |
| Hiszpania                  | Spanish Singles Chart          | 7       |
| Holandia                   | Dutch Singles Chart            | 66      |
| Izrael                     | Israeli Singles Chart          | 8       |
| Kanada                     | Canadian Hot 100               | 42      |
| Stany Zjednoczone          | Bubbling Under Hot 100 Singles | 6       |
| Stany Zjednoczone          | Hot Dance Club Songs           | 1       |
| Stany Zjednoczone          | Hot Digital Tracks             | 81      |
| Stany Zjednoczone          | Dance/Electronic Digital Songs | 14      |
| Australia                  | nieznana                       | 93      |
| Brazylia                   | nieznana                       | 42      |
| Czechy                     | nieznana                       | 88      |
| Węgry                      | nieznana                       | 3       |
| Japonia                    | nieznana                       | 17      |
| Włochy                     | nieznana                       | 9       |
| Rosja                      | nieznana                       | 5       |
| Norwegia                   | nieznana                       | 13      |
| Słowacja                   | nieznana                       | 59      |

## Historia wydania
| Terytorium                         | Data                  | Format           |
| ---------------------------------- | --------------------- | ---------------- |
| Kanada                             | 2 marca 2012(dts)     | digital download |
| Meksyk                             | 2 marca 2012(dts)     | digital download |
| Stany Zjednoczone                  | 2 marca 2012(dts)     | digital download |
| świat (poza Wlk. Bryt. i Irlandią) | 19 marca 2012(dts)    | digital download |
| Stany Zjednoczone                  | 27 marca 2012(dts)    | airplay          |
| Niemcy                             | 13 kwietnia 2012(dts) | CD               |
| Wielka Brytania                    | 16 kwietnia 2012(dts) | CD               |
| Polska                             | 17 kwietnia 2012(dts) | CD               |
| Wielka Brytania                    | 18 kwietnia 2012(dts) | 12″              |
| Niemcy                             | 20 kwietnia 2012(dts) | 12″              |
| Francja                            | 23 kwietnia 2012(dts) | 12″              |
| Francja                            | 23 kwietnia 2012(dts) | CD               |